# Осуарій Якова

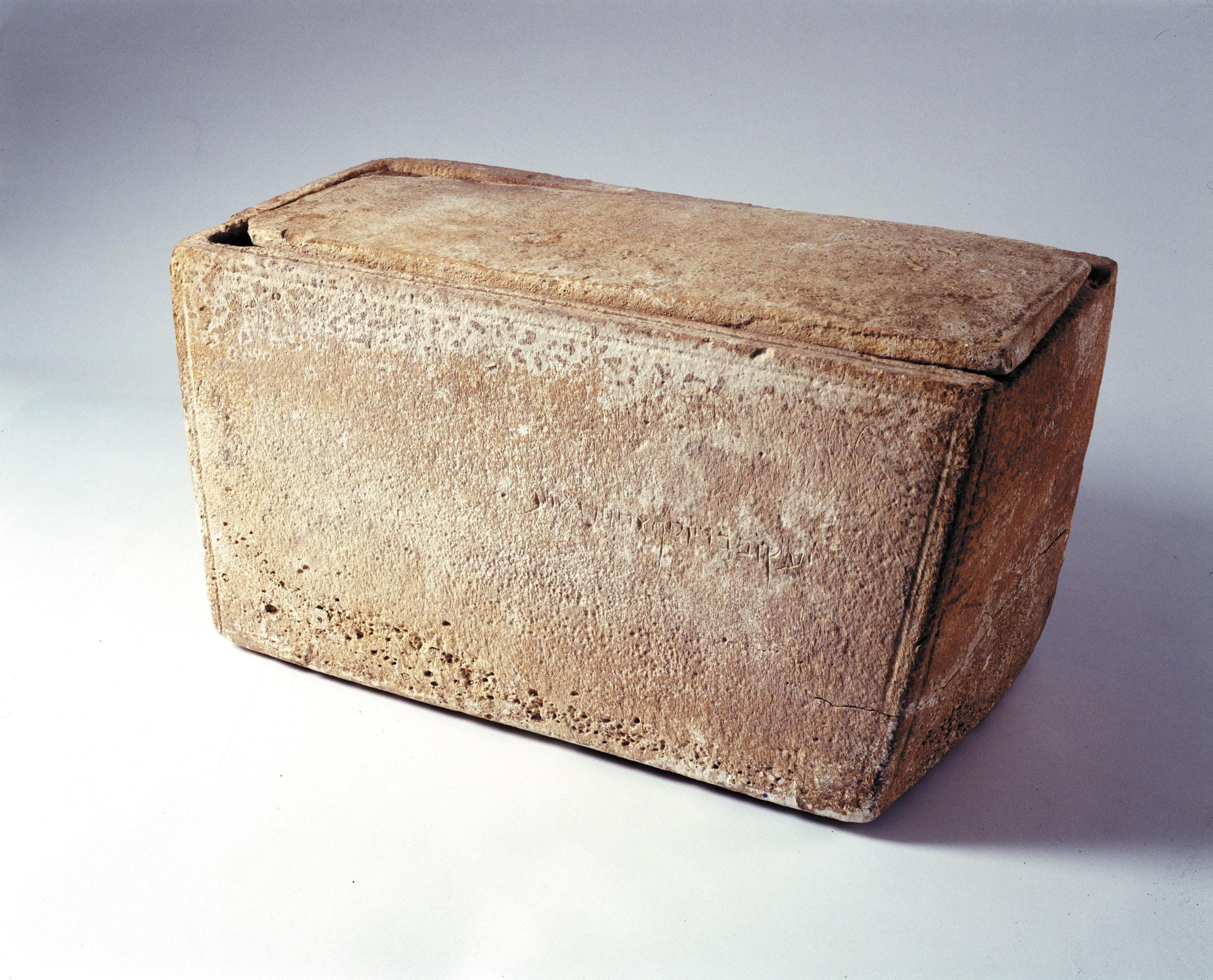
Осуарій Якова на виставці в Королівському музеї Онтаріо з 15 листопада 2002 до 5 січня 2003.

Осуарій Якова — вапняковий осуарій I століття. На одній стороні осуарія вигравіюваний напис арамейською мовою «Яків, син Йосифа, брат Ісуса». Кістниця привернула увагу науковців через можливий зв'язок з Святим сімейством. Хоча осуарій був знайдений порожнім, його історична та релігійна значущість залишається великою.
Про існування кістниці було оголошено на прес-конференції у Вашингтоні 21 жовтня 2002 року, організованій телеканалом Діскавері та Товариством біблійної археології. Осуарій був придбаний ізраїльським колекціонером старожитностей Одедом Голаном у студентські роки. У 2002 році його офіційно представили, однак майже одразу виникли суперечки щодо автентичності напису.

## Напис
| Текст          | יעקוב בר יוסף אחוי דישוע‬         |
| Транслітерація | yʿqwb br ywsf ʾḥwy d yšw         |
| Латинізація    | Ya'akov bar-Yosef akhui diYeshua |
| Кирилиця       | Яаков бар Йосеф ахуй д'Йешуа     |
| Переклад       | Яків, син Йосифа, брат Ісуса     |

## Значення
Осуарій Якова має розміри 50,5 на 25 на 30,5 см, що трохи менше середнього розміру в порівнянні з іншими осуаріями того часу. Власник Одед Голан повідомив, що, якщо напис на осуарії Якова справжній, це може свідчити про те, що осуарій належав Якову Праведному, брату Ісуса Христа.
Професор Каміль Фукс з Тель-Авівського університету заявив, що, окрім кістниці Якова, серед тисяч кістниць досі було знайдено лише одну, яка містить згадку про брата, і зробив висновок, що «майже немає сумнівів, що це [називання брата або сина] робилося тільки тоді, коли була дуже вагома причина для згадки про члена сім'ї померлого, як правило, через його важливість і славу». Він провів статистичний аналіз поширеності цих трьох імен у стародавньому Єрусалимі і спрогнозував, що в Єрусалимі приблизно в той час, коли була виготовлена кістниця, жило лише 1,71 людини з іменем Яків, батьком Йосипом і братом Ісусом.